# Zeitgeist

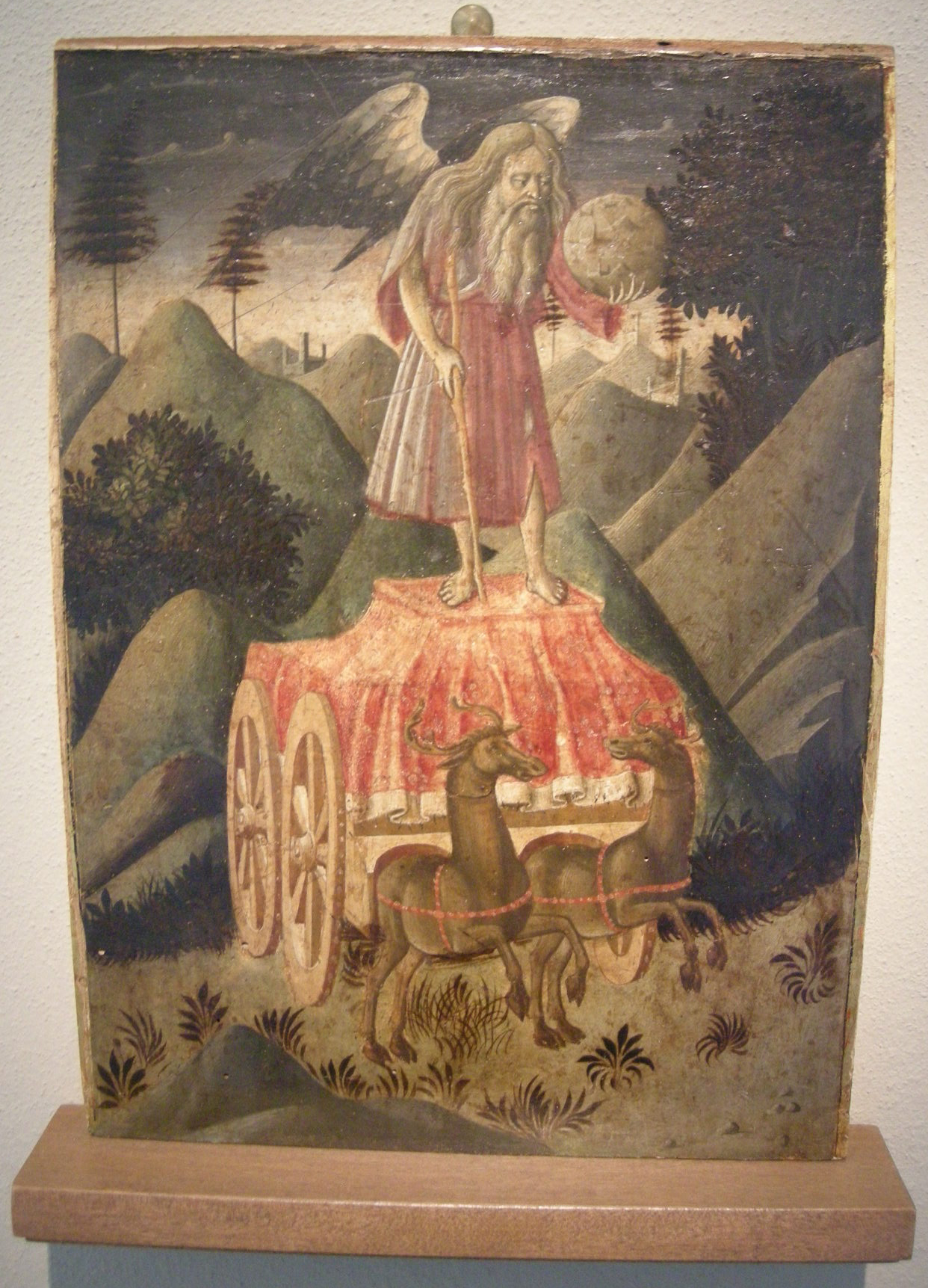
Il Tempo, rappresentato secondo la tradizione allegorica come un vecchio barbuto con le ali, recante un globo celeste come in questo Trionfo di Zanobi Strozzi, oppure una falce o una clessidra quali suoi attributi.

Zeitgeist, tradotto in italiano come spirito dei tempi, è un'espressione adottata nella storiografia filosofica otto-novecentesca, soprattutto romantica, per indicare la tendenza culturale predominante in una determinata epoca, che influisce su pensieri e comportamenti delle persone.

## Storia del concetto
Il termine rivestiva, in origine, un concetto puramente scientifico. Divenne noto a partire da uno scritto del filologo e filosofo romantico Johann Gottfried Herder, diffuso nel 1769 all'interno di un'opera polemica nei confronti del filosofo Adolph Klotz. In quell'occasione, la parola Zeitgeist veniva usata per tradurre l'espressione latina genius saeculi.
Il termine si ritrova, quasi inalterato, in una frase di Faust nel Faust di Wolfgang Goethe (Was ihr den Geist der Zeiten heißt, «quello che chiamate lo spirito dei tempi»), ma è noto soprattutto nell'ambito della filosofia della storia, per l'utilizzo che ne faceva Hegel e per le sue lezioni sull'argomento, contenenti tra l'altro richiami a Giambattista Vico oltre che ad Herder.

I filosofi materialisti in genere fanno risalire lo spirito del tempo a sovrastrutture come quelle politiche, gli ordinamenti costituzionali, le istituzioni, mentre gli spiritualisti legano lo sviluppo e la qualificazione dello spirito del tempo a fenomeni più sottili, come per esempio le attività culturali o in generale le pratiche quotidiane e della vita domestica. Lo spiritualista Emerson sostiene in proposito: 

### Personificazione del tempo

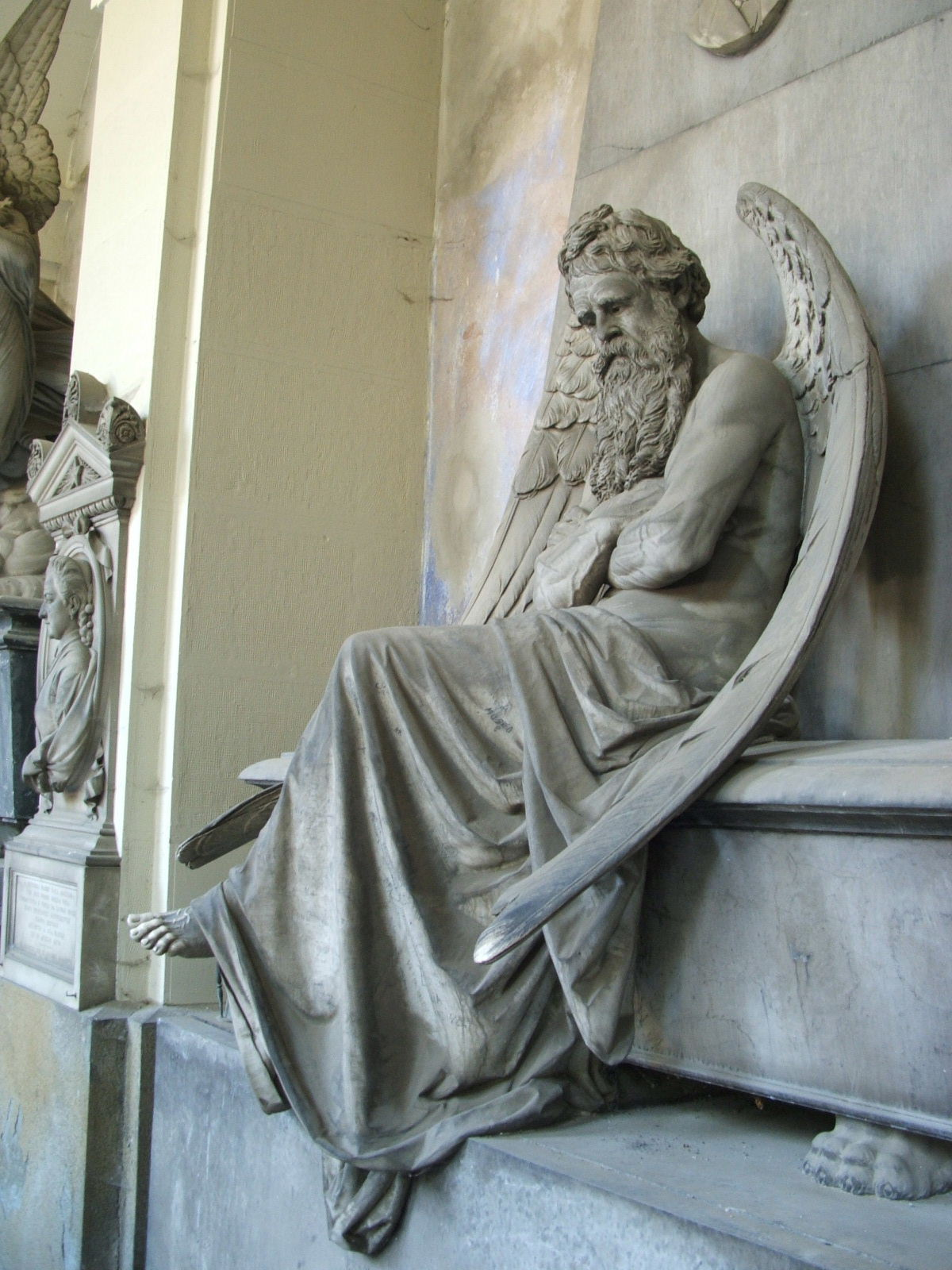
Statua del Tempo di Giuseppe Benetti (1873), scultura nel Cimitero monumentale di Staglieno a Genova.

Oltre che un concetto filosofico, il termine assume connotazioni religiose, mitologiche e folcloriche, che ne fanno una divinità o personificazione del tempo, affine a quello che anticamente veniva chiamato Aion, e che ad esempio nei sistemi gnostici ed ermetici corrisponde agli Eoni.
Jung ricollega gli influssi dello Zeitgeist alle ere astrologiche, che hanno svolto un ruolo centrale nelle concezioni arcaiche sul tempo. All'inizio del cristianesimo egli lo vedeva impersonato nella figura storica di Gesù, portatore dell'archetipo messianico del Figlio dell'Uomo, vivificatore del cosmo che veniva incontro alle aspettative di quell'epoca, in contrapposizione al divus Augustus signore di questo mondo.
Anche nell'antroposofia di Rudolf Steiner, lo spirito del tempo non è un'entità astratta, ma un essere reale, identificato col livello angelico dei principati o archai, superiore a quello degli arcangeli. Questi ultimi rappresentano per Steiner lo spirito dei popoli, mentre lo spirito del tempo, che presiede a cicli storici di circa 300 anni, impartisce determinati ordini evolutivi agli arcangeli, facendo in modo che ogni nazione viva in maniera differente il proprio Rinascimento, il proprio illuminismo, e così via.
Il fatto che ogni uomo subisca l'influsso del suo tempo non inficia tuttavia per Steiner il suo libero arbitrio, dato che egli possiede la capacità di pensare e di conoscere ciò che sembra determinarlo. Acquisendo consapevolezza delle idee direttive della sua epoca, infatti, l'uomo si innalza al di sopra di esse, dominandole e facendole sue. Solo comprendendo la «missione» del suo tempo potrà trovarvi il posto giusto per adempierla in libertà, non lasciandosi trascinare dal progresso della civiltà, bensì appropriandosene, per vivere pienamente il destino in cui si trova collocato. Le scienze spirituali quali la storia, o la storia della letteratura, delle arti, ecc. devono appunto prefiggersi lo scopo di favorire una tale presa di coscienza della partecipazione del singolo al destino del mondo, fungendo da intermediarie.
Utilizzando le abitudini e le norme di comportamento della sua epoca come un mezzo per esplicare la sua libera individualità, come materia a cui dare una forma, l'uomo contribuisce così all'evoluzione stessa dello spirito del suo tempo.